# Maxime Rodinson

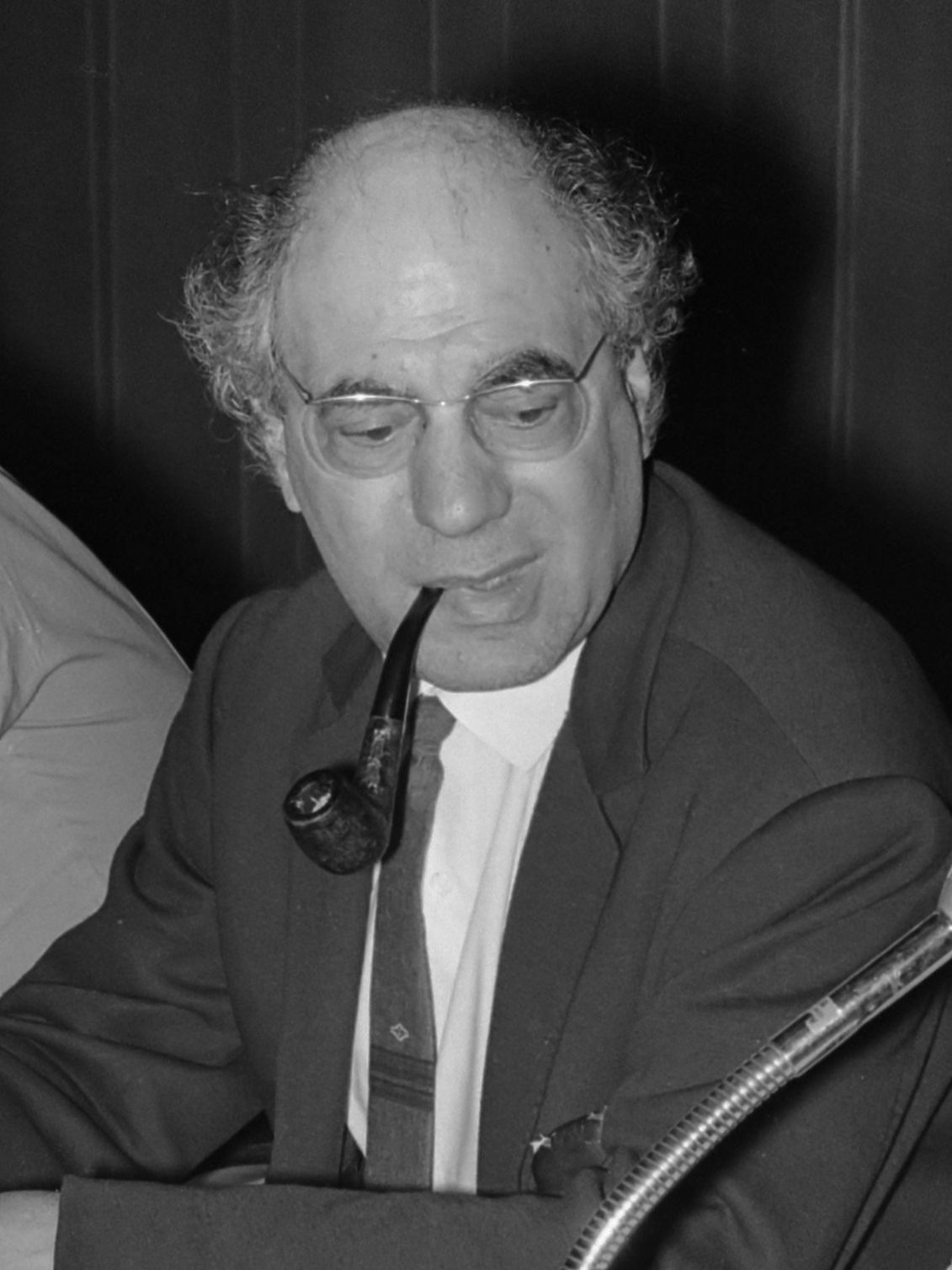
Maxime Rodinson (1970)

Maxime Rodinson (26 januari 1915 – 23 mei 2004) was een Franse marxistische linguïst, gespecialiseerd in semitische talen, socioloog, historicus en vooral een arabist en islamoloog.
Rodinson was een zoon van joodse immigranten uit Rusland. Maurice en Anna Rodinson, die nooit de Franse nationaliteit hadden aangenomen, bleven na de Duitse inval in Parijs. Ze trachtten te overleven met wat ze verdienden in hun regenjassenatelier. In 1943 konden ze niet ontsnappen aan de Franse politie en de Gestapo. In het voorjaar van 1943 werden ze gearresteerd en op transport gezet naar Auschwitz, waar ze vrijwel onmiddellijk werden vergast.
Zijn boek over Mohamed uit 1961 werd op bevel van de minister van Hoger Onderwijs verwijderd uit de bibliotheek van de American University in Cairo.
Van zijn hand verschenen in Nederlandse vertaling: Mohammed (1980), De Arabieren (1984) en De joodse natie in droom en daad.

## Werken
- 1949 Recherches sur les documents arabes relatifs à la cuisine. Paris, Geuthner (overdruk uit: Revue des études islamiques, vol. XVII).
- 1957 'L'Arabie avant l'islam', in: Histoire universelle, Vol. II, pp. 3-36 & pp. 1637-1642. Parijs, Gallimard («Encyclopédie de la Pléiade»).
- 1961 Mahomet. Parijs, Club français du livre; édition revue et augmentée: 1968, Seuil («Politique»).
- 1962 'La lune chez les Arabes et dans l'Islam', in: La Lune, mythes et rites, pp. 151-215. Parijs, Seuil.
- 1963 'Les Sémites et l'alphabet', 'Les écritures sud-arabiques et éthiopiennes' et 'Le monde islamique et l'extension de l'écriture arabe', in: L'Écriture et la psychologie des peuples, pp. 131-146 & 263-274. Parijs, Armand Colin.
- 1966 Islam et capitalisme. Parijs, Seuil.
- 1967 Magie, médecine et possession à Gondar. Parijs-Den Haag, Mouton.
- 1967 '«Israël, fait colonial ?»', in: Les Temps Modernes, nr. 253 bis, pp. 17-88.
- 1968 Israël et le refus arabe, 75 ans d'histoire. Parijs, Seuil («L'Histoire immédiate»).
- 1972 Marxisme et monde musulman. Parijs, Seuil.
- 1974 Les Palestiniens et la crise israélo-arabe [in samenwerking met J. Berque, J. Couland, L.-J. Duclos et J. Hadamard]. Textes et documents du Groupe de recherches et d'action pour le règlement du problème palestinien (GRAPP), 1967-1973. Parijs, Éditions sociales.
- 1979 Les Arabes. Parijs, PUF.
- 1980 La Fascination de l'Islam. Parijs, Maspero («Petite collection»).
- 1981 Peuple juif ou problème juif?. Parijs, Maspero («Petite collection»).
- 1993 L'Islam : politique et croyance. Parijs, Fayard.
- 1993 De Pythagore à Lénine: des activismes idéologiques. Parijs, Fayard.
- 1998 Entre Islam et Occident (gesprekken met Gérard D. Khoury). Parijs, Les Belles Lettres.
- 2005 Souvenirs d'un marginal. Parijs, Fayard.